# ريتشارد جونز، إيرل رانيلاغ الأول
ريتشارد جونز، إيرل رانيلاغ الأول ولد في 8 فبراير 1641 -توفي في 5 يناير 1712، المعروف باسم الفيكونت رانيلاغ بين 1669 و1677، كان نظيرًا أيرلنديًا، وسياسيًا في برلماني إنجلترا وأيرلندا.

## خلفية
كان الابن الأكبر ارث جونس الثاني فيسكند رانث و كاثرن بويل ، ابنة إيرل كورك الذي كان من بين إخوتها الكيميائي روبرت بويل واللورد بروغيل، إيرل أوريري اللاحق الذي كان سياسيًا بارزًا في زمن كرومويل وعصر الترميم. . كانت والدة جونز بعيدة عن زوجها الذي يبدو أنه كان سكيرًا، ونشأ ريتشارد جونز إلى حد كبير في منزل والدته في لندن .